# Silke Renk
Silke Renk, nemška atletinja, * 30. junij 1967, Querfurt, Vzhodna Nemčija.
Nastopila je na poletnih olimpijskih igrah v letih 1988, 1992 in 1996, leta 1992 je osvojila naslov olimpijske prvakinje v metu kopja, leta 1988 pa je bila peta. Na svetovnih prvenstvih je leta 1991 osvojila bronasto medaljo. 